# Fabbriano
Fabbriano, pseudonimo di Ivano Fabbri (Ferrara, 4 marzo 1936 – Ferrara, 12 dicembre 2019), è stato un pittore italiano.

## Biografia
Affascinato dall'arte e in particolare dal "segno", iniziò da bambino a dipingere con la spatola.
Da giovane, assunto da un'azienda ferrarese legata alla Montecatini, dipingeva nei momenti liberi lasciati dal lavoro; in seguito decise di dedicarsi unicamente all'arte e si licenziò. Viaggiò attraverso l'Europa fermandosi soprattutto in Austria, Germania, Francia e Spagna ove prese contatto con gli artisti locali e frequentò musei e gallerie.
Inizialmente, nella Mitteleuropa degli anni '60, aderì all'Azionismo viennese, gruppo formato da artisti quali Günter Brus, Otto Mühl, Arnulf Rainer. In occasione di una mostra tenutasi a Monaco di Baviera, le sue opere furono notate dall'anziano maestro espressionista Oskar Kokoschka che decise di segnalarlo ad altri galleristi e a organizzargli una personale nel 1970. Nello stesso anno, Fabbriano studiò con impegno la pittura di Amedeo Modigliani, artista al quale dedicò una mostra personale a Livorno.
In Spagna si inserì quindi nel gruppo Sintesis informale, con Carlos Mensa, Rafael Canogar e Luis Feito, strinse amicizia con il poeta Rafael Alberti e si appassionò ai pittori del Siglo de Oro, da Velazquez allo Spagnoletto.
Molto importante fu il legame con la pittrice e scultrice ferrarese Adriana Mastellari (1933-2023) che poi sposò e da cui ebbe la figlia Lisa.
A partire dagli anni '70 iniziò a rielaborare stilemi e icone della pittura manierista e barocca, con l'ausilio di tecniche particolari che univano olio, pastello e incisione a collage, emulsione fotografica e frottage, raggiungendo risultati che anticipavano l'anacronismo e il citazionismo. Tra i soggetti rappresentati nelle sue opere troviamo corride spagnole, figure ispirate alla Divina Commedia, scene sacre, atleti, erosioni geologiche e denuncia del deterioramento del patrimonio artistico.
Tra gli artisti italiani da lui frequentati, vi furono Ennio Calabria, Emilio Vedova, Pietro Annigoni.  Oltre a vari riconoscimenti in Italia, ottenne nel 1984 il premio internazionale Juan Mirò a Barcellona ed espose le proprie opere in tutta Europa, ma anche negli Stati Uniti, Messico e Cina. Negli anni '90 raggiunse il massimo della popolarità e tenne aperti contemporaneamente tre studi (rispettivamente in Austria, Francia e Spagna).
Alla fine del XX secolo cominciò a sperimentare la computer art intervenendo sulle superfici grafiche e pittoriche.
Dopo il 2000, l'artista decise di rinsaldare i legami con il suo territorio d'origine, tenendo personali a Ferrara, Rovigo e Mantova e rispettive province.
Gravemente ammalato, è morto nel 2019.